# 2010년 동계 올림픽 루지 여자 1인승
2010년 동계 올림픽의 루지 여자 1인승은 휘슬러 슬라이딩 센터에서 2010년 2월 15일부터 16일까지 진행됐다.

## 기록
국제 올림픽 위원회에서 봅슬레이 기록을 올림픽 기록으로 인정하지 않기 때문에 국제 루지 연맹은 각 경기에서의 출발과 경기 결과 기록을 루지 기록으로 유지하고 있다.
출발과 경기 결과 기록은 2010년 동계 올림픽 시범 경기를 했던 2009년 2월 21일에 나왔다.
| 종류      | 날짜            | 국적                     | 기록   |
| --------- | --------------- | ------------------------ | ------ |
| 출발      | 2009년 2월 20일 | 독일 나탈리 가이젠베르거 | 7.183  |
| 경기 결과 | 2009년 2월 20일 | 독일 나탈리 가이젠베르거 | 48.992 |

## 결과
1차와 2차 경기는 PST 기준으로 2월 15일 17:00, 18:30에 시작되었으며마지막 3차와 4차 경기는 2월 16일 13:00, 14:30에 시작되었다.
루마니아의 비올레타 스트러머투라루는 2010년 2월 11일에 진행되었던 연습 경기 도중에 몇 번 벽에 부딪친 후에 의식을 잃었다. 사람들은 그녀를 백보드에 동여맸으며 두 팔을 움직일 수는 있었지만 들것에 실렸다. 스트러머투라루의 자매인 랄루카는 경기 해설자가 안전요원에게 현장에 가보라고 할 때 전망대에 가서 그녀가 괜찮은지 확인했다. 그녀는 비올레타가 연습하기 전에 연습을 끝마쳤다. 비올레타 다음에 연습을 한 미국의 메간 스위니는 마지막 커브 전에 공중에 떴으나 스스로 몸을 추스려서 일어섰다. 비올레타는 경기 전에 참가를 포기했으며 랄루카는 21위로 경기를 마무리 지었다.
1차 경기 순서는 2010년 2월 15일 아침에 발표했다.

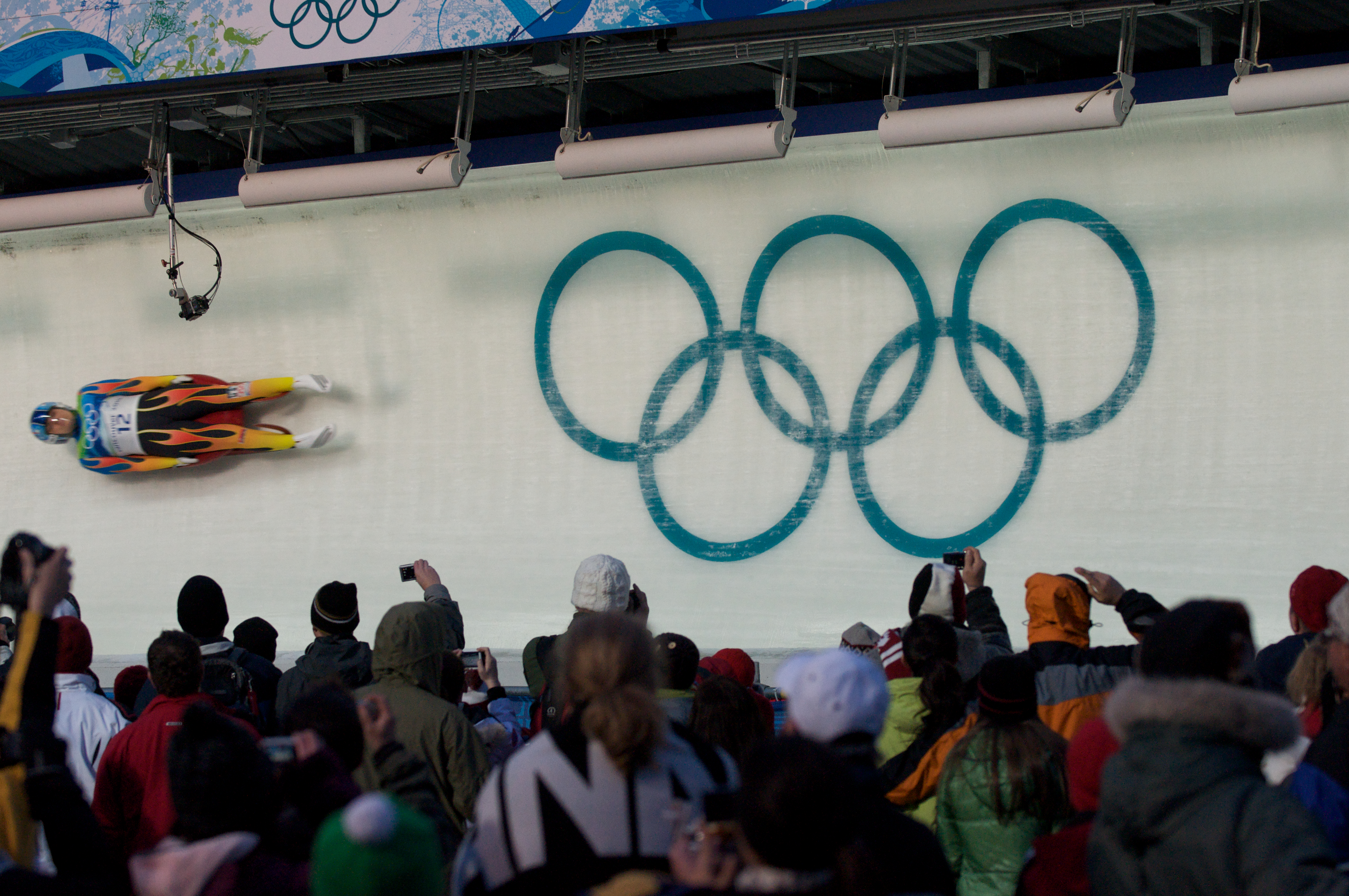
줄리아 클러키의 첫째날 경기 장면

아야 아스다는 1차 경기 후에 잰 썰매 무게가 너무 무거워서 실격되었다. FIL에서 정한 최대한도는 13.1kg 인데 반해 그녀의 썰매 무게는 13.3kg 이었기 때문이다. 루마니아의 미하엘라 키라스는 2차 시기 도중에 벽에 부딪쳤으며 실제 경기에서 벽에 부딪친 경우는 그녀가 유일했다. 야나 시샤요바는 4차 시기의 13번째 커브에서 공중에 떴음에도 불구하고 그녀의 썰매에 붙어있으려고 해서 센세이션을 불러일으켰다. 휘프너는 4차 시기 전에 몸을 편안히 하기 위해서 낮잠을 청하기도 했다. 가이젠베르거는 마지막 시기를 뛰려고 할 때 트랙쪽에 있는 사진사가 우연히 호스를 열어버려서 중단되기도 했다.
2009년 세계 선수권 대회 우승자인 햄린은 16위라는 실망스러운 성적을 거두었다. 휘프너는 2006년 동계 올림픽에서 동메달을 땄으며 이번 대회에서는 금메달을 땄다. 토리노에서는 8위를 했던 라이트마이어는 개인 최고 성적을 거두었으며 1998년에 나가노에서 오스트리아의 안젤리카 노이너가 동메달을 딴 후에 처음으로 나오는 비독일인이다. 2010년 유럽 챔피언인 이바노바는 자신의 19번째 생일 때 4위로 경기를 끝맞혔다. 1위와 2위간의 격차는 1994년 대회이후로 가장 컸다.
두 차례나 여자 루지 종목에서 우승을 차지한 실케 오토는 로이터와의 인터뷰에서 '타티(휘프너의 별명)는 매우 강한 루지 선수이며 아직까지 상대적으로 젊어서 내가 이룬 업적을 이룰 수 있으며 이 종목에서 또 다시 우승을 차지할 수 있을 것이다.'고 말했다.
캐나다의 고흐는 쿠마리타시빌리가 죽은 지 2일 되는 14일에 한 인터뷰에서 "우리가 세계 선수권 대회를 이 곳에서 몇 년안에(2013년) 해서 희망적이게도 우리는 실제로 레이스를 할 수 있다."고 했으나 여자경기 및 2인승 경기는 주니어 스타트라인에서 시작되었다.
기울임체로 되어있는 숫자는 스타트 기록을 나타냈으며 그 아래의 숫자는 트랙 기록을 나타낸 것이다. 굵은체로 되어있는 숫자는 스타트 및 트랙 기록에서 가장 빠른 기록을 나타낸 것이다.
| 순위 | 번호 | 이름                    | 국가           | 1차          | 2차          | 3차          | 4차          | 합계     | 차이   |
| ---- | ---- | ----------------------- | -------------- | ------------ | ------------ | ------------ | ------------ | -------- | ------ |
| 1    | 6    | 타티야나 휘프너         | 독일           | 8.437 41.760 | 8.370 41.481 | 8.377 41.666 | 8.363 41.617 | 2:46.524 | 0.000  |
| 2    | 2    | 니나 라이트마이어       | 오스트리아     | 8.413 41.728 | 8.403 41.563 | 8.448 41.884 | 8.458 41.839 | 2:47.014 | +0.490 |
| 3    | 10   | 나탈리 가이젠베르거     | 독일           | 8.410 41.743 | 8.383 41.657 | 8.372 41.800 | 8.401 41.901 | 2:47.101 | +0.577 |
| 4    | 23   | 타티야나 이바노바       | 러시아         | 8.417 41.816 | 8.377 41.601 | 8.406 41.914 | 8.395 41.850 | 2:47.181 | +0.657 |
| 5    | 9    | 앙케 비슈네프스키       | 독일           | 8.431 41.785 | 8.406 41.685 | 8.452 41.894 | 8.429 41.889 | 2:47.253 | +0.729 |
| 6    | 8    | 알렉산드라 로디오노바   | 러시아         | 8.416 41.828 | 8.420 41.731 | 8.434 41.984 | 8.446 41.913 | 2:47.456 | +0.932 |
| 7    | 3    | 마르티나 코허           | 스위스         | 8.449 42.005 | 8.357 41.697 | 8.412 41.976 | 8.405 41.897 | 2:47.575 | +1.051 |
| 8    | 29   | 에벨리나 스타스줄로네크 | 폴란드         | 8.521 41.975 | 8.506 41.816 | 8.504 41.948 | 8.517 41.882 | 2:47.621 | +1.097 |
| 9    | 16   | 마이야 티루마           | 라트비아       | 8.465 41.773 | 8.518 41.933 | 8.501 42.012 | 8.471 41.936 | 2:47.654 | +1.130 |
| 10   | 24   | 나탈리아 코레바         | 러시아         | 8.444 41.932 | 8.427 41.785 | 8.464 42.175 | 8.442 42.092 | 2:47.984 | +1.460 |
| 11   | 1    | 나탈리야 야쿠첸코       | 우크라이나     | 8.478 42.119 | 8.473 41.809 | 8.539 42.132 | 8.489 42.026 | 2:48.086 | +1.562 |
| 12   | 7    | 베로니카 할더           | 오스트리아     | 8.570 42.015 | 8.574 41.881 | 8.563 42.078 | 8.615 42.143 | 2:48.117 | +1.593 |
| 13   | 26   | 안나 오를로바           | 라트비아       | 8.512 41.998 | 8.546 41.947 | 8.569 42.260 | 8.531 42.100 | 2:48.305 | +1.781 |
| 14   | 17   | 베로니카 사발로바       | 슬로바키아     | 8.463 41.999 | 8.488 41.925 | 8.588 42.563 | 8.482 42.055 | 2:48.542 | +2.018 |
| 15   | 13   | 레간 러스처             | 캐나다         | 8.700 42.368 | 8.670 42.289 | 8.564 42.211 | 8.546 42.153 | 2:49.021 | +2.497 |
| 16   | 11   | 에린 햄린               | 미국           | 8.461 41.835 | 8.640 42.219 | 8.826 42.792 | 8.661 42.262 | 2:49.108 | +2.584 |
| 17   | 12   | 줄리아 클러키           | 미국           | 8.456 42.059 | 8.546 42.075 | 8.615 42.472 | 8.756 42.754 | 2:49.360 | +2.836 |
| 18   | 5    | 알렉스 고흐             | 캐나다         | 8.711 42.275 | 8.775 42.411 | 8.636 42.346 | 8.673 42.359 | 2:49.391 | +2.867 |
| 19   | 15   | 릴리야 루단             | 우크라이나     | 8.660 42.312 | 8.650 42.302 | 8.699 42.477 | 8.669 42.364 | 2:49.455 | +2.931 |
| 20   | 14   | 산드라 가스파리니       | 이탈리아       | 8.540 42.339 | 8.550 42.161 | 8.733 42.881 | 8.676 42.621 | 2:50.002 | +3.478 |
| 21   | 22   | 랄루카 스트러머투라루   | 루마니아       | 8.593 42.475 | 8.603 42.198 | 8.631 42.815 | 8.631 42.584 | 2:50.072 | +3.548 |
| 22   | 4    | 메간 스위니             | 미국           | 8.623 42.450 | 8.717 42.690 | 8.647 42.625 | 8.683 42.450 | 2:50.215 | +3.691 |
| 23   | 28   | 한나 캠벨 페그          | 오스트레일리아 | 8.670 42.527 | 8.679 42.570 | 8.663 42.606 | 8.633 42.519 | 2:50.222 | +3.698 |
| 24   | 27   | 아그네세 코클라카       | 라트비아       | 8.541 42.627 | 8.578 42.334 | 8.593 43.091 | 8.595 42.336 | 2:50.388 | +3.864 |
| 25   | 20   | 메간 시미스터           | 캐나다         | 8.663 42.524 | 8.658 42.497 | 8.703 42.787 | 8.697 42.662 | 2:50.470 | +3.946 |
| 26   | 18   | 하라다 마도카           | 일본           | 8.716 42.608 | 8.594 42.112 | 8.674 42.572 | 8.920 43.188 | 2:50.480 | +3.956 |
| 27   | 19   | 야나 시샤요바           | 슬로바키아     | 8.610 42.297 | 8.560 42.172 | 8.630 42.529 | 8.645 48.101 | 2:55.099 | +8.575 |
|      | 25   | 미하엘라 키라스         | 루마니아       | 8.692 43.494 | 8.615 DNF    |              |              | DNF      |        |
|      | 21   | 야스다 아야             | 일본           |              |              |              |              | DSQ      |        |

## 범례
|  | 세계 신기록                  |  |                   | 아프리카 신기록 |                      | Q | 예선 통과 |
|  | 올림픽 신기록                |  | 북아메리카 신기록 | DNS             | 경기를 시작하지 않음 |   |           |
|  |                              |  | 아시아 신기록     | DNF             | 경기를 마치지 않음   |   |           |
|  | 국가 신기록                  |  | 유럽 신기록       | DSQ             | 실격                 |   |           |
|  | 개인 최고 기록 (개인 신기록) |  | 오세아니아 신기록 | WD              | 기권                 |   |           |
|  | 시즌 최고 기록 (시즌 신기록) |  | 남아메리카 신기록 | NM              | 기록 없음            |   |           |